# Parvīzak
Parvīzak (persiska: پَرويزَك) är en ort i Iran.   Den ligger i provinsen Kohgiluyeh och Buyer Ahmad, i den centrala delen av landet, 500 km söder om huvudstaden Teheran. Parvīzak ligger 1 047 meter över havet och antalet invånare är 103.
Terrängen runt Parvīzak är kuperad åt nordost, men åt sydväst är den bergig. Parvīzak ligger nere i en dal. Runt Parvīzak är det ganska glesbefolkat, med 47 invånare per kvadratkilometer. Närmaste större samhälle är Landeh, 17,7 km sydväst om Parvīzak. Omgivningarna runt Parvīzak är i huvudsak ett öppet busklandskap.